# الموسيقى والغناء عند العرب
الموسيقى والغناء عند العرب  كتاب للمؤرخ والأديب المصري أحمد بن إسماعيل بن محمد تنكور (الشهير باسم: أحمد تيمور باشا 1871 - 1930). صدر الكتاب عام 1963 عن لجنة نشر المؤلفات التيمورية في 183 صفحة. يطوف بنا الكاتب في أعماق تاريخ الموسيقى عند العرب، فنَتعرَّف على أنواعها وأدواتها، وعلى أشهر مَن أطربَ الآذان وأمتعَ العرب، وأهمِّ المخطوطات العربية في علم الموسيقى.

## محتوى الكتاب
تاريخ الموسِيقى - الغِنَاءُ في الإِسْلام - تعْليم الغِناء - أجناسُ الغِنَاء - آلاتُ الطَّرب وَالرقص وأربابها - الرَّقص وآلاتُهُ - عِلم الموسيقى - المخطُوطات الموسيقية العربيَّة - الموسيقى أشرف العُلوم وَألطف الفُنون - أرجُوزة في عِلم الموسيقى - مُصطلحات موسِيقية - الغِنَاء العَرَبي - محاولات لتطوير الموسيقى.

## مقتطفات من الكتاب
تاريخ الموسِيقى
لا يخفى أن بين الفنون المنتشرة في العالم فنونًا خمسة تُعرف بالفنون الجميلة؛ لأنها أجمل الفنون، ولا تتأتى إجادتها إلا لذوي المواهب المختصة بها، وهذه الفنون الخمسة هي: الموسيقى، والرسم، والنقش، وهندسة البناء، والشعر.
ويظهر من مراجعة أقدم التواريخ أن الموسيقى أقدمها كلها، فقد ورد في التوراة (سفر التكوين، الفصل الرابع، العدد الحادي والعشرين) أن «بوبل بن لامك بن متوشائيل بن محويائيل بن عيراد بن أخنوخ بن قايين بن آدم، أبو كل عازف بالكمارة والمزمار.»
وفي التوراة نصوصٌ كثيرة تؤيد شيوع الآلات الموسيقية قديمًا بين اليهود ومن عاصروهم … وترى على جدران الهياكل وغيرها من الآثار المصرية القديمة رسوم كثيرٍ من الآلات الموسيقية التي كانت شائعة بين المصريين قبل الميلاد بأجيال، كما يُرى مثل ذلك أيضًا على الآثار الآشورية وغيرها.
والآلات الموسيقية كثيرة تُعدُّ بالمئات، وتختلف شكلًا وحجمًا باختلاف الزمان والمكان، ولو أردنا تعدادها ووصفها لضاق دون ذلك المقام، ولكنا نقول: إنها ترجع إلى ثلاثة أشكال أولية، أو هي ثلاثة أنواع:
(1) ذوات الأوتار، ومنها العود والقانون والكمنجا والرباب وغيرها
(2) الآلات الصفيرية: وهي التي يضربون بها نفخًا بالفم، أو ما يقوم مقامه، ومنها المزمار والنفير والفلوت والناي وما جرى مجراها.
(3) الآلات الصدمية: وهي التي يستخدمونها ضربًا أو خشخشة، مثل: الطبل والدف والصنوج وما شاكلها.
ومن أنواع الآلات الموسيقية التي صنعها قدماء المصريين، ووجدت في معابدهم وهياكلهم:
(1) القرن: وهو أبسط أنواع الآلات الصفيرية؛ لأنه موجود في الطبيعة خلقة كما هو.
(2) النفير: وهو مصنوع على مثال «القرن».
(3) المزمار: وهو نوعان: المفرد والمزدوج.
(4) الطبل: وهو من الآلات الصدمية.
(5) آلة من ذوات الأوتار تشبه آلةً موسيقيةً حديثة كثيرة الاستعمال عند الإفرنج.
(6) آلة كثيرة الشبه بالعود ويتبين من كيفية حملها أن الضرب بها مثل الضرب بالعود تمامًا.
وتحت كل من هذه الأقسام أنواعٌ كثيرة ليس هنا محل الكلام عليها، وإنما نقول إن الآلات الموسيقية قديمة جدًّا لا يمكن الوصول إلى مخترعها إلا من قبيل ما تقدم، ولم تخرج الآلات الموسيقية الحديثة كالعود والقانون عن كونها متخلِّقة عن تلك، فالعود مثلًا كثير الشبه بالآلة الفرعونية السالفة الذكر، والقانون يغلب على الظن أنه مُتخلِّق عن الشكل الخامس، وهو من صنع المصريين القدماء أيضًا، وكلاهما من ذوات الأوتار، فقس عليهما الآلات الأخرى المتخلقة عن الآلات الصفيرية والصدمية ومنها الفلوت والدفُّ وغيرهما.
أما زمن تخلُّقها أو تنوُّعها فغير معروف؛ لتباعد عهدها.
.......
أول من أفسد الغناء
وكانت العرب تُسمِّي القينة: الكرنية، والعود: الكرَّان، والمزهر أيضًا هو: البربط، وكان أول ما غُني به في الإسلام:
قد برَاني الشَّوْقُ حتَّى كدتُ مِن شوقي أذوبُ
وفي «غذاء الألباب» للسفاريني (الجزء الأول صفحة 147): أول من غنَّى في العرب قينتان لعاد يقال لهما الجرادتان، هكذا في أوائل «علي دده» و«المستطرف» وغيرهما. والصواب أن الجرادتين كانتا بمكة، وأنَّ وفد عاد لما ذهبوا لمكة لأجل أن يستسقوا في الحرم كانت الجرادتان تُغنِّيانهم، وكان سيِّدهما قد أمرهما أن تغنياهم بهذا الشعر:
ألا يا قيل وَيحَكَ قُمْ فَهينمْ لَعلَّ اللهَ يُصبِحنا غَماما
فيسقي أرضَ عادٍ إنَّ عادًا قَدَ امْسوا ما يُبينُون الكلاما
وأول من أفسد الغناء القديم: إبراهيم بن المهدي. ذكر هذا أبو الفرج الأصبهاني في كتابه «الأغاني» صفحة 35 عند الكلام على «صنعة أولاد الخلفاء الذكور منهم والإناث»، قال:
فأولهم وأتقنهم صنعة، وأشهرهم ذكرًا في الغناء إبراهيم بن المهدي، فإنه كان يبتذل نفسه ولا يستتر منه ولا يحاشي أحدًا، وكان أول أمره لا يفعل ذلك إلا من وراء ستر، وعلى حال تصوُّنٍ عنه وترفُّع، إلا أن يدعوه إليه «الرشيد» في خلوة، «والأمين» بعده، فلما أمَّنه المأمون تهتَّك بالغناء، وأكثر شرب النبيذ بحضرته والخروج من عنده ثملًا، ومع المغنين، خوفًا منه وإظهارًا له أنه قد خلع ربقة الخلافة من عنقه، وهتك ستره فيها حتى صار لا يصلح لها.
وكان من أعلم الناس بالنغم والوتر والإيقاعات، وأطبعهم في الغناء وأحسنهم صوتًا، وهو من المعدودين في طيب الصوت في الدولة العباسية مع ابن جامع، وعمرو بن أبي الكنات، ومخارق، وهؤلاء من الطبقة الأولى وإن كان بعضهم يتقدم.
وكان إبراهيم مع علمه وطبعه مقصرًا عن أداء الغناء القديم وعن أن ينحوه في صنعته، فكان يحذف نغم الأغاني الكثيرة العمل حذفًا شديدًا ويُخفِّفها على قدر ما يصلح له ويفي بأدائه؛ فإذا عيب ذلك عليه قال: «أنا ملك وابن ملك أغني كما أشتهي، وعلى ما ألتذُّ.» فهو أول من أفسد الغناء القديم، وجعل للناس طريقًا إلى الجسارة على تغييره، فالناس إلى الآن في ذلك صنفان: صنف على مذهب إسحاق وأصحابه ممن يُنكِرون تغيير الغناء القديم ويُعظِمون الإقدام عليه، ويعيبون مَنْ فعله؛ فهم يغنون الغناء القديم على جهته أو قريبًا منها، وصنف أخذوا بمذهب إبراهيم بن المهدي أو اقتدوا به.
.......
عيوب الغناء
لا أقصد بعيوب الغناء العيوب الفنية - معاذ الله - وإنما أقصد العيوب التي ينفر منها «السمع» أو «السامعون»، وقد تستغرب القول أن للمغنين عيوبًا تنفر منها النفوس، وهم بمقتضى الفن الجميل يجب أن يكونوا مثال الذوق.
دع خلاعة بعض المغنيات أو المغنين في خلال الغناء، ودع تلاعب بعضهم ببعض ألفاظ الأغنية أو الدور «استفزازًا» للمهيِّصين، وخلِّ الممازحة التي تتخطى الجمهور من دفة الجوقة إلى بعض الجلاس، فإن كل ذلك ونحوه مما جرى مجراه معلوم أنه مستنكر، وهو يكثر ويقل بحسب طبقة جمهور الحضور، وربما كان الذنب فيه على الحضور أكثر، وإن كان أهل الغناء أولى باللوم فيه.
وإنما نُعيِّن من عيوب المغنين والمغنيات انتقاءهم الأغاني «الأدوار»، فالمعروف أن الأغاني لا تتساوى في جمال ألحانها، بل بعضها أجمل وأوقع في النفس وأطرب لها من بعض، بحكم الأكثرية من السامعين، وبين الأدوار ما لا يملُّ ليليًّا، وبعضها لا يطاق أن يسمع، أفليس من الغريب أن يكرر المغني أو المغنية هذا ليلة بعد ليلة ولا يفطن لذاك مرة في الدهر؟
أجل، إن الناس يختلفون في استحسان الألحان اختلافهم في الحكم على الجميل، وما اللحن إلا ضرب من الجمال، ولكن هناك قواعد عمومية لجمال الألحان الذي يشترك في استحسانه جميع أذواق الشعب الواحد؛ لأنها تمرست على نمطٍ واحد، وربما أمكن إجمال هذه القواعد هكذا:
أولًا: تنوع الأنغام في دورٍ واحد، ويجب أن تكون الأنغام المتنوعة متآلفة غير متنافرة، ومن مزايا الموسيقى العربية تعدد الأنغام فيها بحيث يتسنى للملحن الاختيار بسهولة، وفي وسعه أن يتحاشى الضرب على وتيرة واحدة.
ثانيًا: أن يكون روح النغم متفقًا مع معنى الكلام الشعري.
ثالثًا: قلة التكرار المملِّ، ونعني به بالأكثر تكرار العبارات الموسيقية لا تكرار العبارات الشعرية، مع أن تكرار هذه عيب أيضًا، هذا مجمل ما يقال الآن بشأن هذه القواعد «من قبيل السامعين»، ولأهل الفن أحكامٌ أخرى في قواعد التلحين ليست من شأن بحثنا، وإنما يصح القول هنا إن للسامعين الحق في النفور من «الدور» الذي يشذ عن هذه القواعد، واستحسان «الدور» الذي ينطبق عليها، ولا ريب أن هناك أدوارًا يتفق معظم القوم على استحسانها، وأدوارًا أخرى يتفق معظمهم على تجافيها والنفور منها.

## وصلات خارجية
https://www.hindawi.org/books/49525031/ الموسيقى والغناء عند العرب
https://www.okaz.com.sa/investigation/na/1754790 الموسيقى والغناء عند العرب
https://www.goodreads.com/book/show/13283794 الموسيقى والغناء عند العرب
https://altair.imarabe.org//notice.php?q=id:36162&lang=fr الموسيقى والغناء عند العرب
https://www.du.edu.eg/upFilesCenter/spe/1585474523.pdf الموسيقى والغناء عند العرب